# Literatura noruega

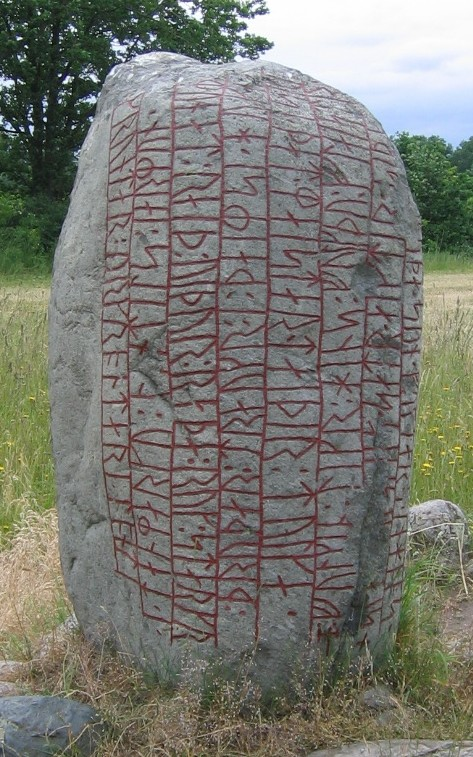
La pedra rúnica de Karlevi és una mostra d'un antic poema skald

La literatura noruega és aquella literatura composta a Noruega o per la gent que parla noruec. La història d'aquesta literatura comença amb l'època pagana amb l'Edda poètica i els skalds dels segles IX i X, amb poetes com Bragi Boddason i Eyvindr Skáldaspillir. L'arribada del cristianisme al voltant de l'any 1000 va portar Noruega al contacte amb els coneixements europeus, l'hagiografia i l'escriptura. La barreja entre la tradició autòctona i les influències d'Islàndia va portar a un període ben actiu al final del segle xii i principis del segle xiii. Les obres més destacades d'aquest període són la Historia Norwegie, la Saga de Thridrek i la Konungs skuggsjá.
El període que va del segle xiv al XIX és considerat una època fosca per a la literatura en noruec. Els escriptors van contribuir a la literatura danesa, com és el cas de Peder Claussøn Friis i Ludvig Holberg. Amb l'adveniment del nacionalisme i la lluita per la independència del segle xix va emergir una literatura nacional. L'obra del dramaturg Henrik Wergeland fou la de més influència del període, mentre que Henrik Ibsen va col·locar les lletres noruegues en el si de la literatura europea. Durant el segle xx, la normalització hi ha estat la constant, i els autors Knut Hamsun i Sigrid Undset han estat guardonats amb el Premi Nobel de literatura.
Així doncs, podem distingir tres grans períodes en la literatura noruega:
- El període noruegoislandès, que va de l'any 800 al 1400, en el qual la literatura noruega i islandesa són la mateixa.
- El període noruegodanès, del 1400 al 1814, en què la literatura noruega desapareix dins de la danesa.
- El període noruegosuec i de la Noruega independent, de 1814 fins ara, en el qual la literatura noruega assoleix plena independència i caràcter.

## Època medieval

### Poesia
La literatura noruega més antiga conservada són els Eddes, el més antic dels quals es va compondre al segle ix en la tradició germànica del vers al·literatiu. També apareixen els primers skalds amb autors com Bragi Boddason, Þjóðólfr de Hvinir i els poetes de la cort d'Harald Fairhair. Aquesta tradició continua al segle X amb el major poeta noruec de l'època, Eyvindr Skáldaspillir. Al final del segle x, la tradició dels skalds va augmentar i va ser duta a terme per islandesos i noruecs, com Eiríkr Hákonarson, i sant Olaf va protegir diversos poetes islandesos.

### Prosa

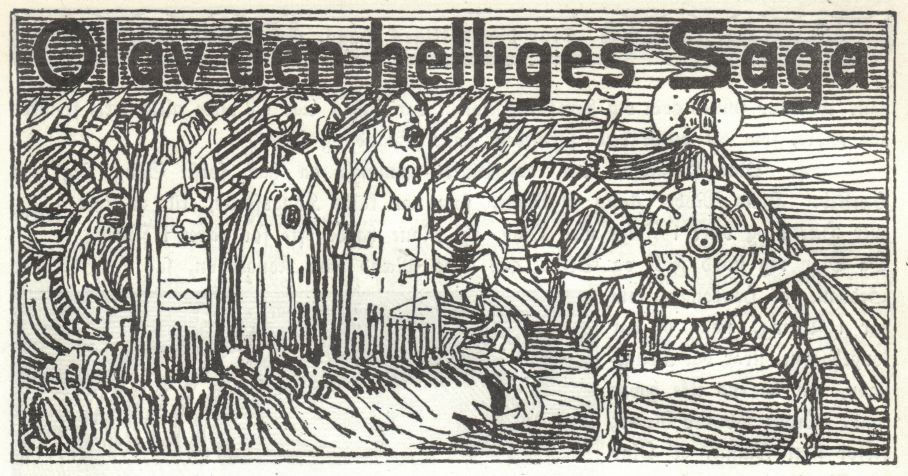
Il·lustració de Gerhard Munthe de la saga de sant Olaf, una part de lHeimskringla

En l'època pagana, l'únic alfabet que es feia servir a Noruega era el rúnic. La majoria d'inscripcions conservades d'aquesta època són dedicacions o fórmules màgiques. Una de les inscripcions més llargues data del segle VIII i és la pedra Eggjum, que conté unes al·lusions críptiques de tema religiós i màgic. Al voltant dels anys 1000 i 1030, el cristianisme es va establir a Noruega i hi va arribar l'alfabet llatí. Les proses més antigues són de mitjan segle xii, concretament són hagiografies i històries en llatí com la Passio Olavi, l'Acta sanctorum in Selio, la Historia Norwegie i la Historia de Antiquitate Regum Norwagiensium. Al final del segle xii, la història ja es va escriure en llengua pròpia com Ágrip af Nóregskonungasögum seguida per la Saga de sant Olaf i Fagrskinna.
La literatura medieval noruega és molt propera a la literatura islandesa i ambdues es consideren com l'antiga literatura noruega. L'autor més destacat d'aquesta literatura conjunta del segle xiii fou l'islandès Snorri Sturluson. Aquest va recollir la mitologia nòrdica en forma de les proses èdiques, un llibre amb llenguatge poètic que recull un important coneixement de la cultura noruega anterior al cristianisme. També va ser autor d'Heimskringla, una detallada història dels reis noruecs que comença amb la Saga Ynglinga i continua amb gran part de la història noruega més primerenca.
El període comú de l'antiga literatura noruega continua més enllà del segle xii, amb contribucions com la Saga Thidreks i la Konungs skuggsjá, però en el segle xiv es deixen d'escriure les sagues i la literatura noruega i la islandesa deixen de tenir contacte i s'isolen.

## Quatre-cents anys d'obscuritat

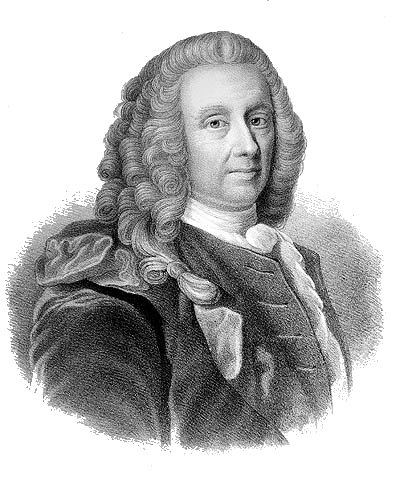
Ludvig Holberg

La literatura noruega virtualment va desaparèixer durant el període de la unió de Kalmar i la consegüent unió entre Dinamarca i Noruega, que va de 1387 a 1814. Ibsen va anomenar aquest període com els quatre-cents anys d'obscuritat. Durant aquest període, el danès va ocupar el lloc del noruec. La universitat i el centre cultural de la unió era Copenhaguen, on els joves anaven a estudiar.
La Reforma es va imposar a Noruega el 1537, amb les normes daneses i noruegues, cosa que va suposar una imposició de la cultura danesa, a causa del fet que els textos, els pastors i les idees estaven educats o provenien de Copenhagen. Com a conseqüència, el noruec es va acostar al danès, i la literatura es va fer en danès. Geble Pedersson (c. 1490-1557) fou el primer bisbe luterà de Bergen i un home de gran visió humanística. El seu fill adoptiu, Absalon Pederssøn Beyer (1528-1575), va seguir les seves passes com a humanista i nacionalista, va escriure l'obra important Sobre el regne de Noruega (1567). Peder Claussøn Friis (1545-1615) també fou un humanista que va revisar l'Heimskringla i el va traduir a la llengua de l'època; també va escriure la primera història natural de Noruega, que esdevé una obra interessant pel que fa a l'estudi topogràfic del país.
La literatura del segle xvii fou de menys activitat, però cal destacar algunes contribucions importants com Petter Dass (1647-1707), que va escriure Nordlands Trompet (La trompeta de Nordland), que descriu el paisatge, mode de vida, condicions i caràcter de la gent noruega. Altres dos autors de mèrit foren Dorothe Engelbretsdotter (1634—1713), que fou la primera dona que va escriure poesia religiosa a Noruega. El seu primer llibre fou Siælens Sang-offer, publicat el 1678. Taare-Offer en fou el segon, publicat el 1685. Anders Arrebo és l'altre autor destacat, que va traduir els Psalms i va compondre un poema titulat Hexaemeron.
Els autors noruecs van participar activament en la unió de la literatura danesa i la noruega. Un dels primers noms de la literatura danesa fou Peder Claussøn Friis (1545-1614), noruec d'origen. Com també Ludvig Holberg (Bergen, 1684—1754), Christian Tullin (Christiania, 1728—1765), i Johan Herman Wessel (1742—1785).

## Renaixement de la literatura noruega alseglexix

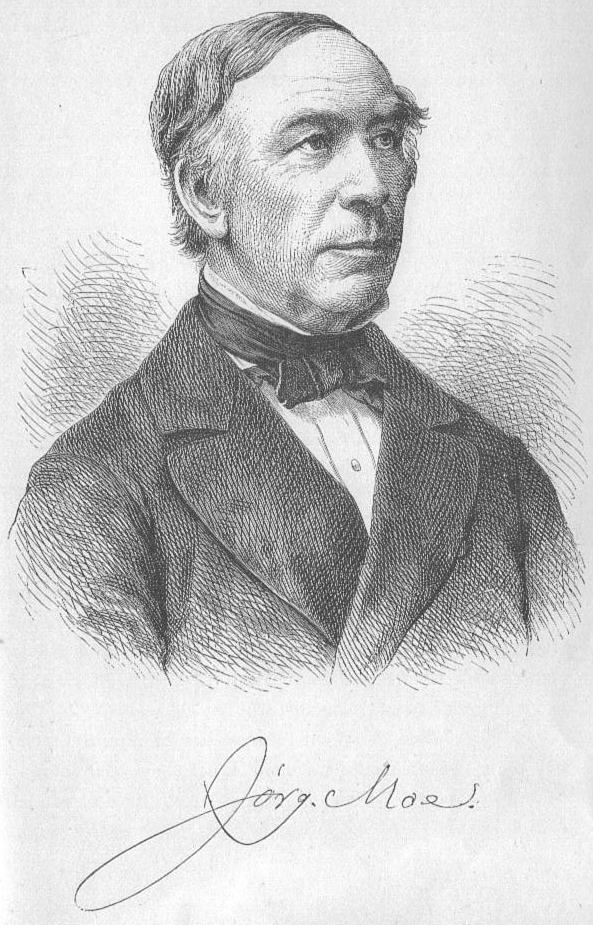
Jørgen Moe

Dos grans esdeveniments van permetre el renaixement de la literatura noruega. El 1811, una universitat es va establir a Christiana (l'antic nom d'Oslo). L'altre fou la primera constitució, de 1814, inspirada per l'esperit revolucionari que va seguir les revolucions francesa i americana, i la separació forçosa de Dinamarca i la subordinació a Suècia després de les guerres napoleòniques. Immediatament, el rerefons cultural va augmentar i van aparèixer autors valorats primer a Escandinàvia i després arreu.
Henrik Wergeland és reconegut com el pare de la nova literatura noruega. Wergeland era un nacionalista entusiàstic i el va portar a un conflicte amb l'establishment, ja que no el reconeixien com a bon autor només perquè era noruec.
Aquest període és reconegut també per les col·leccions de contes i tradicions populars, com els Norske Folkeeventyr de Peter Asbjørnsen i del bisbe Jørgen Moe. Aquesta producció fou paral·lela a la dels germans Grimm d'Alemanya i la de Hans Christian Andersen a Dinamarca, i dona una visió de les tradicions orals de les muntanyes i els fiords.
Per acabar, és important en la creació de la literatura noruega l'esforç per introduir una llengua noruega pura, basada en els dialectes parlats en les àrees més isolades i allunyades de la capital. El geni d'Ivar Aasen (1813-1898) fou el cor d'aquest esforç. Aasen, un lingüista i filòleg autodidacte, va documentar i escriure una gramàtica i un diccionari per al noruec, que va esdevenir el nynorsk o nou noruec, la parla del país, oposada a l'oficial, el bokmal, importada de Dinamarca. Avui dia, ambdues formes conviuen a l'hora d'escriure la llengua.

## Romanticisme

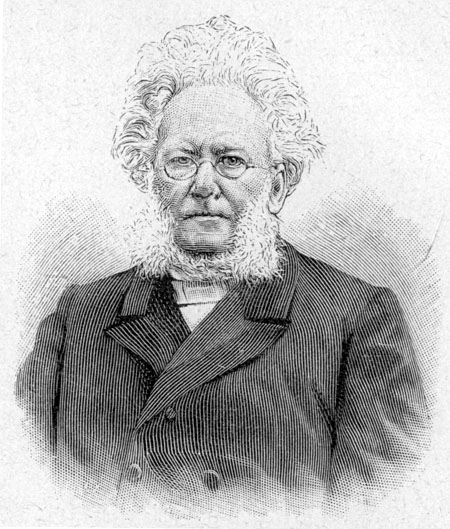
Henrik Ibsen

Al final del segle xix, quan el romanticisme i el nacionalisme estaven en el punt culminant, van emergir els quatre grans autors: Henrik Ibsen, Bjørnstjerne Bjørnson, Alexander Kielland, i Jonas Lie. Tot el període tenia una voluntat de crear una cultura nacional basada en el passat, sovint negligit. D'aquesta manera s'exalta la cultura agrícola noruega. El realisme de Kiellan va donar tema al romanticisme i al nacionalisme recuperant el passat viking, les batalles de l'edat mitjana (com Lady Inger d'Østeraad d'Ibsen), les històries del camp i les meravelles dels mites i les llegendes de les muntanyes (com el Peer Gynt d'Ibsen).

## La transició cap al realisme
Malgrat haver contribuït al primer romanticisme noruec, Henrik Ibsen és el dramaturg més conegut i més influent de la literatura noruega i un dels més destacats autors de drames realistes a Europa, amb obres com L'ànec salvatge i Casa de nines. En aquesta darrera, refà un tema molt evident a Noruega, les normes dels casaments de les dones i els drets d'aquestes.

## La literatura de l'emigració
Tot i que és una nota paral·lela al cos de la literatura noruega, els textos que documenten l'experiència dels emigrants noruecs als Estats Units és important, sobretot pel fet que els noruecs foren una peça clau en el creixement dels Estats Units al segle xix. Tres autors han destacat en aquest corrent: Ole Rølvaag va escriure sobre els immigrants, mentre que Johan Bojer i Ingeborg Refling Hagen van escriure sobre els emigrants. Ole E. Rølvaag, que va emigrar a Amèrica, escriu sobre la seva experiència fins que arriba a ser professor de noruec al Saint Olaf College a Northfield, Minnesota. En les seves obres, hi ha un fort record sobre les alegries i les penes dels immigrants a l'hora d'adaptar-se a les aspres condicions en un nou país bastant despoblat i salvatge. Al seu torn, Johan Bojer aporta una imatge de mirall, amb un detall sobre els problemes i el procés que porta a la decisió d'emigrar. Ingeborg Refling Hagen, que tenia dos germans i una germana als Estats Units, va contemplar com els emigrats deixaven casa seva per emprendre l'aspra lluita de l'emigració i l'assentament en una col·lecció de poemes de 1935.

## El modernisme
El modernisme es va introduir en la literatura noruega sota el guiatge de Knut Hamsun i Sigbjørn Obstfelder a la dècada de 1890. Als anys de la dècada de 1930 Emil Boyson, Gunnar Larsen, Haakon Bugge Mahrt, Rolf Stenersen i Edith Øberg foren els autors noruecs que van experimentar amb la prosa modernista. Aquestes obres no van tenir massa reconeixement després de la Segona Guerra Mundial. El 1947 Tarjei Vesaas va publicar un poemari, Leiken og lynet, que va causar fort impacte i debat sobre la forma i el ritme en la poesia noruega. Rolf Jacobsen i Kristofer Uppdal també van ser reconeguts per les seves obres de tall modernista.

## El segle XX

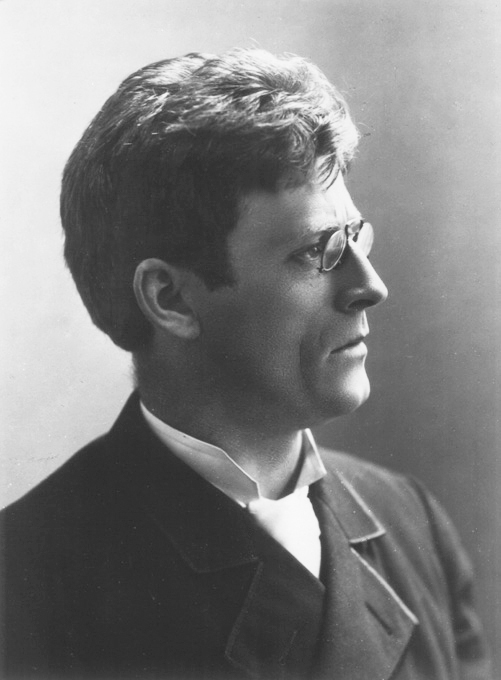
Knut Hamsun

Després de la mort dels quatre grans i d'Amalie Skram, es va iniciar un nou període de la literatura noruega. El 1905, quan Noruega es va alliberar de la unió amb Suècia, va marcar l'inici d'aquest nou període. Durant aquest segle, hi ha hagut tres noruecs que han guanyat el premi Nobel de literatura: el primer fou Bjørnstjerne Bjørnson, l'obra del qual encara mostra aspectes del segle anterior. El segon fou guanyat per Knut Hamsun per a la novel·la idealista Markens Grøde (El creixement de la terra, de 1917). El tercer fou per a Sigrid Undset, amb la trilogia de Kristin Lavransdatter i els dos llibres d'Olav Audunssøn, atorgat el 1928.
Knut Hamsun fou molt criticat per les simpaties amb el Nasjonal Samling, el partit nazi noruec, durant la Segona Guerra mundial.
Altres autors noruecs destacats del segle XX són: Trygve Gulbranssen, Jens Bjørneboe, Agnar Mykle, Olav Duun, Cora Sandel, Kjartan Fløgstad, Arne Garborg, Aksel Sandemose, Tarjei Vesaas, Lars Saabye Christensen, Kjell Askildsen, Johan Borgen, Dag Solstad, Herbjørg Wassmo, Jon Fosse, Hans Herbjørnsrud, Jan Erik Vold, Roy Jacobsen, Bergljot Hobæk Haff, Hans Ernst Kinck, Olav H. Hauge, Rolf Jacobsen, Gunvor Hofmo, Arnulf Øverland, Sigbjørn Obstfelder, Olaf Bull, Aasmund Olavsson Vinje, Tor Ulven, Torborg Nedreaas, Stein Mehren, Jan Kjærstad, Georg Johannesen, Kristofer Uppdal, Aslaug Vaa, Halldis Moren Vesaas, Sigurd Hoel, Johan Falkberget, Axel Jensen o Camilla Collett.

### El període de postguerra (1945-1965)
La literatura en els anys que segueixen a la Segona Guerra Mundial es va caracteritzar per una sèrie de reports de gent que havia estat detinguda pels alemanys o que havia participat en la resistència durant l'ocupació. Les obres més conegudes són les de Lise Børsums, Fange i Ravensbrück, Odd Nansen, Fra dag til dag (De dia en dia) i l'obra pòstuma Petter Moens dagbok (El diari de Petter Moen). Alguns anys més tard van aparèixer les biografies de resistents, com la de Frithjof Saelen sobre Leif Larsen i la de David Armin sobre Jan Baalsrud.
La ficció del període es va centrar en la guerra. Així, Sigurd EvensmoEennglandsfarere explica la història d'un grup de resistents que són capturats. Tarjei Vesaas s'adreça simbòlicament l'a experiència de la guerra a enuset i mørkret (Una casa en la foscor). El tema sobre com alguns noruecs, aparentment bons patriotes, van servir l'enemic. És el cas de les obres de Sigurd Hoel Møte ved milepelen de 1947, Kåre Holt Det store veiskillet de 1949 i Aksel Sandemose Varulven de 1958, que proveeixen moltes explicacions sobre el col·laboracionisme.
La poesia escrita durant la guerra, que es va publicar a Londres o bé va circular de manera il·legal, o es va poder imprimir lliurement a la primavera de 1945, i va tenir gran popularitat, més de la que ha tingut mai. En destaquen els noms següents: Arnulf Øverland Vi overlever alt (Sobrevivim a tot) i Nordahl Grieg's Friheten (Llibertat). Alguns d'aquests poetes van veure com amb les formes tradicionals els era impossible expressar l'horror de la guerra, de les bombes atòmiques i de la guerra freda. Gunvor Hofmo, que estava molt afectat per la guerra, va escriure dues col·leccions molt interessants en aquest aspecte: Jeg vil hjem til menneskene (Vull tornar a casa de la gent) i Fra en annen virkelighet (Des d'una realitat alternativa).
El modernisme i l'avantguardisme apareixen de nou en la poesia noruega durant la dècada de 1950 i creen una lírica que impacta amb noms com Tarjei Vesaas, Ernst Orvil, Astrid Tollefsen i Olav H. Hauge. Els poetes joves com Astrid Hjertenæs Andersen, Paal Brekke, Hans Børli, Harald Sverdrup i Marie Takvam van preferir el vers lliure com a forma d'expressió. Paal Brekke fou l'advocat del modernisme davant la tradició, mentre que Arnulf Øverland i André Bjerke van iniciar un debat sobre la llengua d'ús. La primera publicació de Georg Johannesen, Dikt (Poesia), de 1959, introdueix un interès nou envers els temes polítics i socials, que no havien estat tractats anteriorment. En paral·lel, Rolf Jacobsen, un poeta benestant, introdueix la crítica al consumisme i a la destrucció del medi ambient.
En prosa, Jens Bjørneboe va atacar les institucions a partir de 1950 amb obres com Jonas i Den onde hyrde, en les quals ataca el sistema escolar, penitenciari i discuteix el paper autoritari del govern. La trilogia de Lillelord, escrita per Johan Borgen, fou un dels punts culminants d'aquesta dècada; es caracteritza per una prosa experimental que ja havia aparegut en diverses narracions breus. Un altre punt culminant foren les dues novel·les d'agnar Mykle Lasso rundt fru Luna (Lasso al voltant de la Lluna) i Sangen om den røde rubin (La cançó del robí vermell), aquest darrer fou perseguit per la justícia i el resultat va ser que Mykle deixés d'escriure. Axel Jensen també va destacar amb títols com Ikaros, en el qual reflexiona sobre l'estat del benestar.
En paral·lel, apareixen autors de relats breus com els ja mencionats Johan Borgen, Tarjei Vesaas i Torborg Nedreaas. El 1953, Kjell Askildsen es va donar a conèixer amb els relats Heretter følger jeg deg helt hjem (Des d'ara vull caminar amb tu fins a casa), obra que va marcar tendència i que és recordada com una de les millors d'històries breus.

### Consciència política i realisme social (1965-1980)

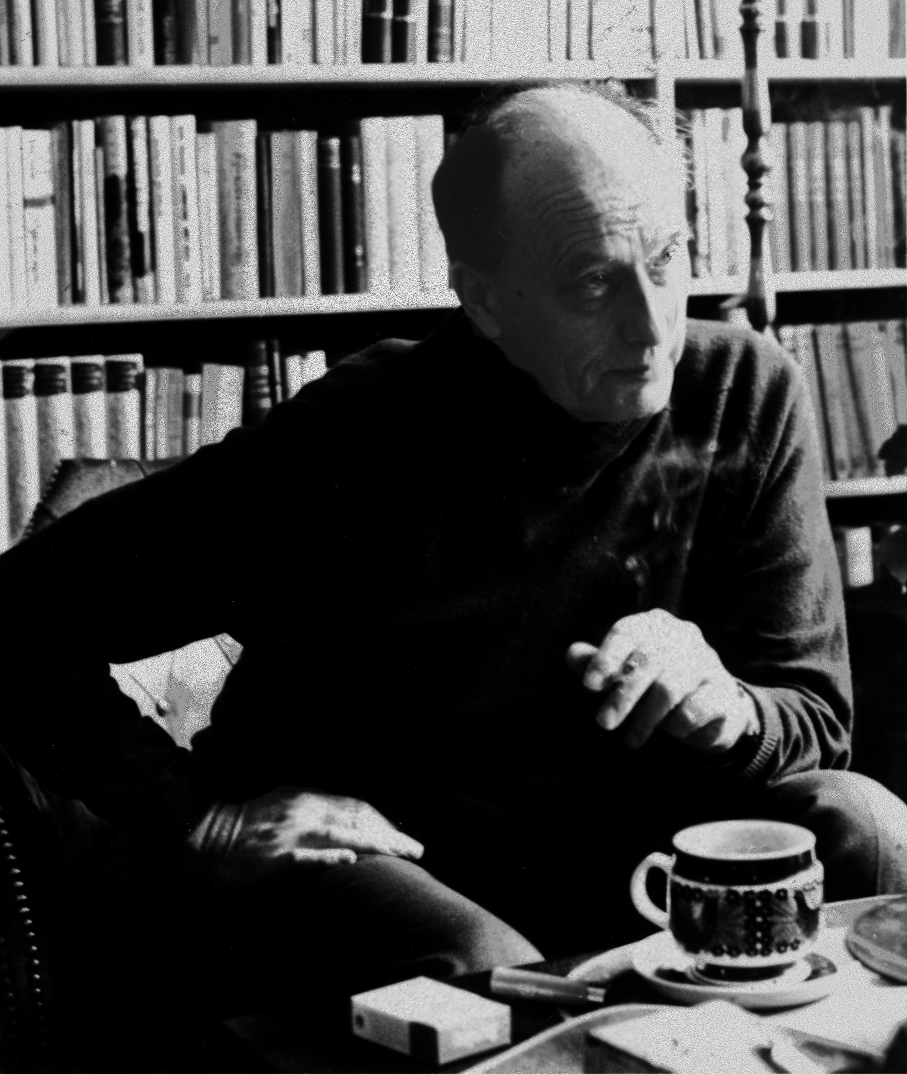
André Bjerke al 1980

El període posterior a 1965 representa una expansió aguda del mercat de ficció noruec. Aquest any, l'estat va instaurar una política per adquirir nova literatura, així es comprometia a comprar 1.000 còpies de cada nou títol de literatura noruega que aparegués (calia, però, complir uns estàndards mínims). Aquests volums es distribuïen a les biblioteques de tot el país, fet que, sumat a la creació del club Bokklubben Nye Bøker (New Books) el 1976, va augmentar la producció literària del país.
La dècada de 1970 es va propiciar la politització i l'adquisició de poder per part dels autors com a grup, de la mateixa manera que els intel·lectuals en general. La Unió d'autors noruecs va esdevenir un lloc propici per a la lluita política, així com per la lluita dels drets dels autors. Arreu del país, també es van organitzar organitzacions regionals d'autors i revistes literàries en què es promocionaven els nous autors.
La revista Profil fou la més notable d'aquestes. Des de 1965, va publicar obres de nombrosos autors joves que van posar la seva marca en la literatura del període. El gran objectiu d'aquesta publicació era connectar la literatura noruega amb l'europea del moment. Per aconseguir-ho, es van revoltar contra el desenvolupament tradicional de la novel·la psicològica i de la identificació amb l'estat modern. Dag Solstad va contribuir a aquest objectiu amb la major part de la seva obra.
La poesia va mostrar un estil d'avantguarda durant els anys 1950 i 1960. Els tradicionalistes encara escrivien en formes mètriques estrictes; en canvi, els joves van canviar el simbolisme dels anys 50 i es van revoltar, com és el cas de Jan Erik Vold. La poesia es va simplificar i concretar, va usar el llenguatge comú. Paal Brekke es va dedicar a promocionar la nova poesia europea tant com a autor com com a crític. Va traduir les obres de T. S. Eliot. Es va enfrontar amb posicions més tradicionals defensades per André Bjerke i Arnulf Øverland.
Després d'un breu període, el grup de la revista Profil es va separar, i Dag Solstad, Espen Haavardsholm i Tor Obrestad es van enrolar al nou Partit comunista dels treballadors (Arbeidernes kommunistparti o AKP), i van basar el seu programa en el fet que la literatura havia de salvar la classe treballadora amb la lluita contra el capitalisme. La novel·la 1970 d'Arild Asnes Solstad està escrita en clau per entendre el desig dels intel·lectuals moderns per connectar amb la classe obrera. Aquests autors lligats a l'AKP, però, van guiar l'agenda literària noruega dels anys 1970 i van instaurar el realisme social amb obres com 25 septemberplassen de Solstad, Sauda! Streik! d'Obrestad i Historiens kraftlinjer d'Haavardsholm. Tot i aquests pocs autors, van tenir un gran suport i van centrar la temàtica en dos eixos, el feminisme i la concentració de poder en el govern.
El terme literatura feminista va créixer durant el període. Mentre que alguns creien en una literatura especial per a dones o escrita per a dones, amb les seves experiències, d'altres creien que era una literatura necessària per donar a conèixer les autores i les dones en general a la comunitat. Tot i el debat, es van escriure obres interessants sobre el trist paper de la dona en la família i la societat. L'obra de Liv Køltzow Hvem bestemmer over Liv og Unni? (Qui decideix per Liv i Unni?) és una peça clau per a entendre aquest nou corrent. Bjørg Vik hi va contribuir amb una llarga sèrie d'històries curtes i la peça teatral To akter for fem kvinner (Dos actes per a cinc dones). Les obres de Køltzow i Vik s'assenten en la tradició realista. Més tard, Cecilie Løveid i Eldrid Lunden van crear una obra més rebel, amb un llenguatge més fresc i experimental. L'obra de Løveid intenta cercar un nou rol per a la dona en la societat.

### Més enllà del realisme social (1980-2000)

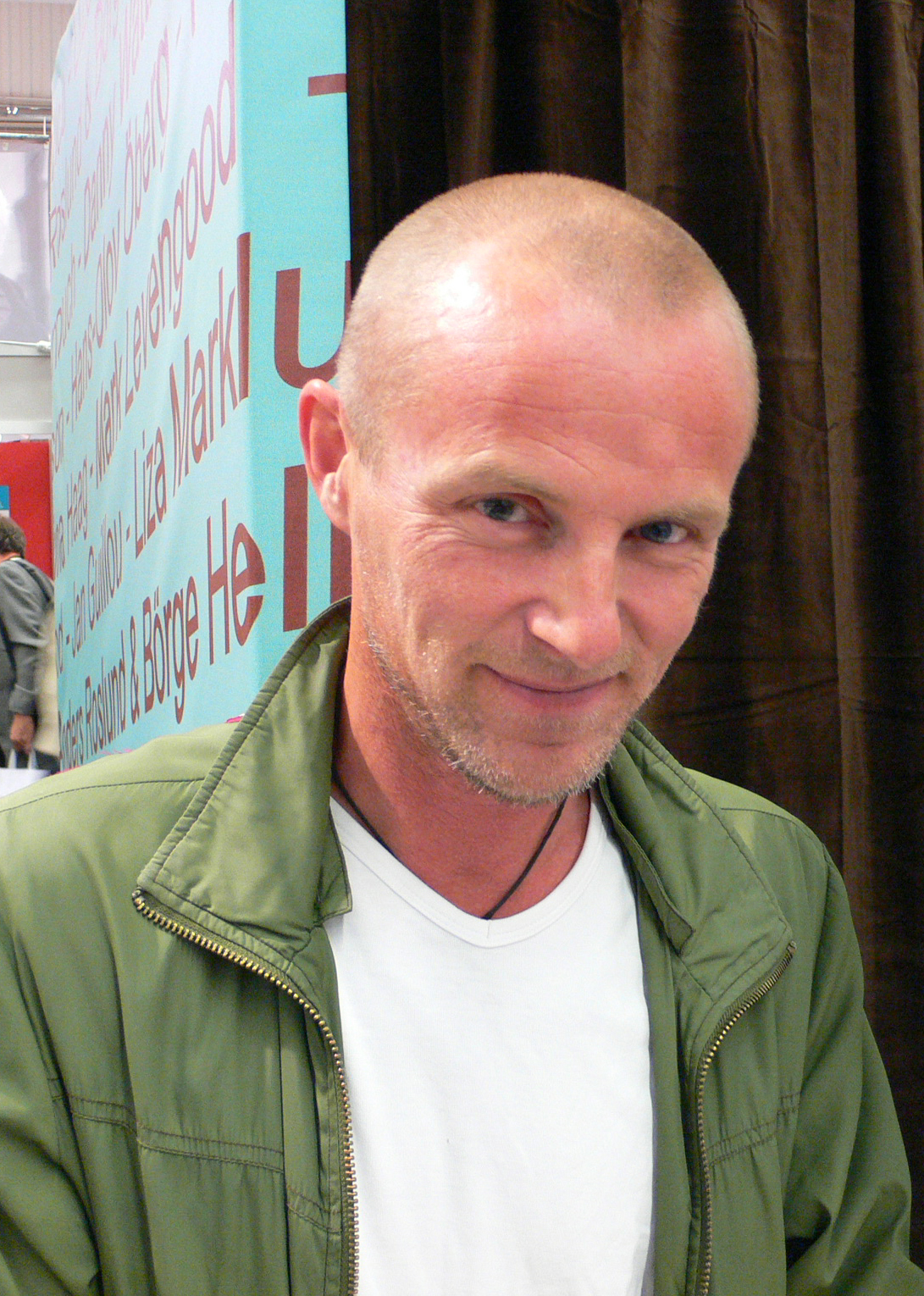
Jo Nesbø

Durant la dècada de 1980, van aparèixer diverses respostes al realisme social de la literatura de la dècada anterior. El 1983, Kaj Skagen va publicar un polèmic assaig filosòfic titulat Bazarovs barn (Els fills de Bazarov), que al·ludia a la ficció nihilista russa d'Eugene Barzarov, que va servir per a unir els autors que havien estat a la perifèria literària dels 70. Skagen apostava per una literatura més idealista i individual; es fa difícil veure si fou el llibre que marcà tendència o en fou una conseqüència. Dag Solstad va publicar dues novel·les que foren retrospectives per al Partit Comunista dels Treballadors. Espen Haavardsholm va escriure Drift i Edvard Hoem, Prøvetid. Aquests obres se centren en la gent de l'edat mitjana que havia de viure les crisis de la vida, mentre lluitava per trobar un nou assentament. Igualment, les novel·les de Knut Faldbakken tracten del canvi dels rols dels homes en la revolució feminista dels anys anteriors.
En la dècada de 1980, es van generar novel·les a partir d'un protagonista principal en un ambient rural en un passat no gaire distant. Exemples d'aquest tipus d'obres són les de Lars Saabye Christensen, Beatles; Tove Nilsen, Skyskraperengler (Àngels dels gratacels); Ingvar Ambjørnsen, Hvite niggere (Negres blancs); Gerd Brantenberg, Trilogia de la Santa Creu; Herbjørg Wassmo, Trilogia de Tora, i Roy Jacobsen, Seierherrene. Aquesta dècada també es va anomenar la dècada de la fantasia. Molts autors, com Kjartan Fløgstad, Mari Osmundsen, Hans Herbjørnsrud, Arild Nyquist, Jan Kjærstad i Ragnar Hovland, van escriure obres amb elements màgics, fantàstics o improbables. La literatura infantil i juvenil també va incorporar aquests elements, amb Tormod Haugen com a escriptor més destacat.
Molts autors van desplegar un alt grau de consiciència literària en aquesta època; estaven lligats als estudis de literatura, filosofia i altres matèries d'humanitats. Moltes obres són generades a partir de conflictes entre textos o en la interioritat del text, i els protagonistes representen l'autor, el científic o l'artista. Jan Kjærstad va escriure Homo Falsus, potser la més famosa metanovel·la dels 80. Karin Moe és autora de KYKA/1984. Ole Robert Sunde i Liv Nysted també van escriure obres d'aquest gènere. Una altra conseqüència d'aquesta orientació acadèmica fou una gran quantitat d'assajos sobre literatura, que permeten una aproximació a les interpretacions de l'obra dels autors. Dins d'aquest grup temàtic i lligat amb la literatura infantil i juvenil, cal destacar l'obra de Jostein Gaarder El món de Sofia, que va assolir un gran èxit internacional.
També va ser un període fructífer per a la novel·la negra: Jon Michelet, Gunnar Staalesen, Kim Småge i Fredrik Skagen foren ben apreciats pels lectors. A la dècada de 1990, apareixen dones que escriuen aquest gènere com Karin Fossum i Anne Holt. L'interès per aquest tipus de novel·la no ha decaigut en el tombant de segle i, fins i tot, hi ha hagut autors que s'hi han especialitzat com Jo Nesbø, Kurt Aust, Unni Lindell, Tom Egeland, Tom Kristensen, Jørn Lier Horst, Stein Morten Lier i Kjell Ola Dahl. La introducció de novel·les d'aquest gènere des de Suècia i des de la Gran Bretanya explica el manteniment d'aquestes obres.
Un altre gènere amb molt d'interès ha estat el de les biografies, en especial d'escriptors i artistes. Molts dels escriptors dels 80 han escrit biografies d'altres escriptors o artistes. Es poden destacar: La caiguda del déu sol. Knut Hamsun de Jørgen Haugan i Ingar Sletten Kolloen, biografia de Knut Hamsun, que va rebre gran atenció. És una tendència usar material privat per a construir aquestes biografies, com el cas de Karl Ove Knausgård que ha publicat sis volums amb el títol genèric de Min Kamp i que és una autobiografia molt realista i sense amagar pràcticament res.
En poesia, destaquen Rolf Jacobsen, autor de Nattåpent, que va vendre més de 20 mil còpies i Harald Sverdrup, autor de Lysets øyeblikk, també amb gran èxit. Stein Mehren, Tor Ulven i Paal-Helge Haugen també van publicar interessant poemaris durant aquesta dècada. Jan Erik Vold va escriure també poesia, amb reminiscències dels anys 1970 i 1980. Ara bé, la poesia està en crisi davant d'un públic i un estat que prefereix la novel·la.
Pel que fa al teatre, es veu un moderat interès per les obres noruegues. D'entre tots els autors destaca Jon Fosse, que ha aconseguit un èxit tant nacional com internacional i es pot equiparar amb Ibsen.